# Scarturus heptneri
Il gerboa di Heptner (Scarturus heptneri (Pavlenko & Denisenko, 1976)), precedentemente classificato come Allactaga heptneri, è un roditore deserticolo appartenente alla famiglia Dipodidae, sottofamiglia Allactaginae. Questa specie è uno degli elementi più specializzati della fauna dei deserti dell'Asia centrale, e prende il nome in onore del noto mammologo sovietico Vladimir G. Heptner.

## Descrizione
Come altri membri del genere Scarturus, S. heptneri è dotato di un corpo leggero, lunghe zampe posteriori per il salto e orecchie sviluppate. La lunghezza testa-corpo varia tra 95 e 125 mm, mentre la coda può raggiungere i 160 mm, terminando in un vistoso ciuffo di peli neri e bianchi. Il dorso è di colore sabbia-ocra, con sfumature grigie o brunastre, mentre il ventre è bianco candido. Le orecchie sono particolarmente grandi, superando spesso la lunghezza della testa.
Un tratto diagnostico importante per distinguere S. heptneri da specie simili è la morfologia della bolla timpanica e del cranio, visibile solo tramite dissezione o radiografia.

## Distribuzione e habitat
S. heptneri è endemico delle regioni desertiche dell’Asia centrale, in particolare delle zone aride e semiaride del Turkmenistan, Uzbekistan e parti confinanti del Kazakistan meridionale. Predilige ambienti sabbiosi o sabbioso-argillosi, spesso colonizzando aree con vegetazione erbacea rada, talora con cespugli bassi, come nel deserto del Karakum.

## Biologia
S. heptneri è una specie notturna, solitaria e altamente specializzata. Durante il giorno si rifugia in tane profonde scavate nella sabbia, che possono raggiungere i 2 metri di lunghezza, con camere di riposo tappezzate di materiale vegetale. È attivo nelle ore notturne, quando si muove rapidamente con salti alternati per esplorare il territorio alla ricerca di cibo.
La dieta è onnivora, composta da semi, insetti e parti verdi di piante xerofile. La capacità di ottenere acqua metabolicamente dagli alimenti gli consente di sopravvivere in condizioni estremamente aride, senza necessità di bere.
La stagione riproduttiva si estende dalla tarda primavera all'estate (da aprile a luglio). La specie può produrre una o due cucciolate all'anno, ciascuna composta da 3 a 6 piccoli. I piccoli nascono ciechi e nudi, ma si sviluppano rapidamente e diventano indipendenti in poche settimane.

## Conservazione
Attualmente, S. heptneri non figura sulla Lista Rossa della IUCN, in quanto in tale sede viene ancora considerato una popolazione del gerboa minore (Scarturus elater). Le principali minacce potenziali includono la degradazione dell'habitat dovuta al pascolo eccessivo, alla desertificazione antropica e all’espansione agricola nelle aree desertiche irrigate.